# Ryōji Abe
Ryōji Abe (jap. 阿部良二 Abe Ryōji; ur. 6 czerwca 1953 w Shiwa) – japoński kolarz torowy, brązowy medalista mistrzostw świata.

## Kariera
Największy sukces w karierze Ryōji Abe osiągnął w 1975 roku, kiedy zdobył brązowy medal w sprincie indywidualnym zawodowców podczas mistrzostw świata w Liège. Został tym samym pierwszym Japończykiem, który zdobył medal na torowych mistrzostwach świat. W zawodach tych wyprzedzili go jedynie Australijczyk John Nicholson oraz Duńczyk Peder Pedersen. Był to jedyny medal wywalczony przez Abe na międzynarodowej imprezie tej rangi. Nigdy nie brał udziału w igrzyskach olimpijskich.